# Epichorista allogama
Epichorista allogama es una especie de polilla del género Epichorista, categorizada en la tribu Archipini, de la subfamilia Tortricinae.

## Distribución
Se distribuye por Oceanía: en Nueva Zelanda, en la capital de Wellington.

## Taxonomía
Fue descrita por Edward Meyrick en 1914.
Tratamiento taxonómico
La especie aparece registrada y publicada en Transactions and Proceedings of the New Zealand Institute 46: 105.